# 小行星8069
小行星8069（8069 Benweiss）是一颗绕太阳运转的小行星，为主小行星带小行星。该小行星于1981年3月19日发现。

## 轨道参数
小行星8069的轨道半长轴为350 292 499 km，2.3415274 UA，离心率为0.066。